# جون كارين
جون كارين (بالإنجليزية: Jon Carin)‏ هو منتج أسطوانات وعازف بيانو وعازف قيثارة ومغني ومغن مؤلف وموسيقي أمريكي، ولد في 21 أكتوبر 1964 في نيويورك في الولايات المتحدة.

## وصلات خارجية
- جون كارين على موقع IMDb (الإنجليزية)
- جون كارين على موقع ميوزك برينز (الإنجليزية)
- جون كارين على موقع أول ميوزيك (الإنجليزية)
- جون كارين على موقع ديسكوغز (الإنجليزية)
- جون كارين على موقع قاعدة بيانات الفيلم (الإنجليزية)